# Axpo Solutions
Die Axpo Solutions AG, mit Sitz in Baden, ist eine Tochtergesellschaft der Axpo Holding. Zweck der Gesellschaft ist die Energieerzeugung und der Energiehandel.
Die Axpo Solutions AG ging 2018 aus der Axpo Trading AG, die 2012 aus der ehemaligen EGL AG entstanden war. Die EGL wurde 1956 als Elektrizitäts-Gesellschaft Laufenburg AG gegründet.
Axpo Solutions AG beschäftigt mehr als 2000 Mitarbeitende und erwirtschaftete im Geschäftsjahr 2022/23 einen Umsatz von rund 4,5 Mrd. CHF.

## Geschichte
Die Axpo Solutions AG hat ihren Ursprung in der 1956 gegründeten Elektrizitäts-Gesellschaft Laufenburg (EGL), die das Umspannwerk Laufenburg des europäischen Verbundnetzes betrieb. Elektrowatt erlangte 1969 eine 51 %-Beteiligung an der EGL. Mit der Aufspaltung der Elektrowatt im Jahre 1998 wird die Mehrheitsbeteiligung der Elektrowatt an der EGL in die Watt AG ausgelagert. Diese wird 2002 von Nordostschweizerischen Kraftwerke vollständig übernommen und 2003 in die Axpo Holding eingegliedert. 2012 entsteht durch Umfirmierung aus der EGL AG die Axpo Trading AG.
Per Anfang 2013 wurde der Teil des schweizerischen Höchstspannungsnetzes, das bis anhin im Besitz der Elektrizitäts-Gesellschaft Laufenburg AG bzw. deren Folgegesellschaften gewesen und von diesen betrieben worden war, an die nationale Netzgesellschaft Swissgrid übertragen.
2018 wurde die Axpo Trading AG in die Axpo Solutions AG umfirmiert. Das Unternehmen erzielte im Geschäftsjahr 2022/23 das beste Ergebnis seiner Geschichte.

## Geschäftstätigkeit
Die Axpo Solutions AG vermarktet die Energie aus dem Kraftwerkportfolio der Axpo Gruppe. Die Gruppe umfasst die Axpo Holding AG mit ihren Tochtergesellschaften, namentlich der Axpo Power AG und Axpo Solutions AG. Zum Kraftwerkspark gehören gasbefeuerter Kraftwerke in Italien sowie Windparks in verschiedenen europäischen Ländern und Solaranlagen vor allem in Frankreich.
Die Axpo Solutions AG ist mit 16,3 Prozent am Kernkraftwerk Leibstadt beteiligt.

### Origination
Ein grosser Teil des Geschäfts fällt auf die sogenannte Origination, welche zwischen dem klassischen Vertrieb und dem Trading anzusiedeln ist. Axpo Solutions AG übernimmt dabei spezifisch für den einzelnen Kunden bspw. die Beschaffung und Vermarktung von Energie sowie die damit verbundenen Absicherungsgeschäfte, was in der Regel den Einsatz von Finanzprodukten (Derivate) bedingt. Zu den Kunden gehören Industrieunternehmen, Energieversorger und -erzeuger, Energiehändler, Stadtwerke, Banken, Versicherungen, Projektentwickler oder Investoren. Für diese reichen Standardprodukte meist nicht aus, um etwa die Beschaffung von Energie oder deren Verbrauch zu optimieren, das Portfolio an eigenen Anlagen zu vermarkten oder zu optimieren.
Als langjähriger Akteur in den internationalen Energiemärkten bietet Axpo Solutions AG den Kunden Zugang zu den relevanten Handelsplätzen, sei es für Energie, Derivate oder CO2- und Grüne Zertifikate. Axpo Solutions AG übernimmt für den Kunden auch die Vermarktung von Wind- und Solaranlagen. Die Besitzer der Anlagen erhalten eine Abnahmegarantie, und dank dem Einsatz von Finanzderivaten kann das künftige Preisschwankungsrisiko limitiert werden. Dabei ist es von Vorteil als Originator über eigene Kraftwerke zu verfügen, um über das Wissen und die nötigen Informationen zu verfügen, um am Markt zu agieren.
Im Bereich Erneuerbare vermarktet Axpo Solutions AG heute ein Portfolio von rund 16’000 Megawatt (MW), Stand März 2020, inklusive der Kapazitäten der 2015 übernommenen deutschen Volkswind und der 2019 übernommenen französischen Urbasolar.
Power Purchase Agreements (PPA)
Das Solar- und Windkraftgeschäft verknüpft das Unternehmen mit dem Vermarktungsgeschäft über langfristigen Stromliefer- und Abnahmeverträge, englisch Power Purchase Agreements (PPA). Treiber hinter der Nachfrage nach PPAs für nicht subventionierte Anlagen ist das sich verändernde regulatorische Umfeld. Immer mehr Staaten kürzen die Fördergelder für Anlagen im Bereich der Erneuerbaren oder streichen sie ganz. Im Geschäftsjahr 2018/19 konnte Axpo in nahezu in allen grossen Märkten PPA abschliessen.

### Energiehandel
Im klassischen Energiehandel handelt Axpo Solutions AG physische Energiemengen von Commodities wie Strom, Erdgas, Biomasse sowie energiebasierte Finanzprodukte wie Optionen, Futures oder Swaps sowie CO₂-Zertifikate und Zertifikate für Energie aus erneuerbaren Quellen, dies in rund 29 Ländern und auf zahlreichen Broker-Plattformen in ganz Europa und den USA sowie direkt mit Gegenparteien (Over-the-Counter-Geschäft). Axpo Solutions AG zählt international im Energiehandel zu den führenden Unternehmen.
In den USA ist Axpo Solutions AG an den Strom- und Erdgasmärkten aktiv und hat gemäss eigenen Aussagen über 40 Kunden aus 20 Bundesstaaten.

### Retailgeschäft
Im internationalen Retailgeschäft liefert Axpo Solutions AG den Kunden vornehmlich physisch Energie und bietet Dienstleistungen wie Installation und Netzanschluss. Abnehmer sind in erster Linie Haushalte und kleine bis mittlere Unternehmen. In Italien, dem wichtigsten internationalen Markt der Axpo Solutions AG, verfügt das Unternehmen über rund 400’000 Einspeisepunkte für die Versorgung der Retailkunden mit Erdgas und Strom.

## Unternehmenszahlen
| GJahr   | Umsatz (in Mio. CHF) | Gew./Verl. (in Mio. CHF) | Beschäftigte |
| ------- | -------------------- | ------------------------ | ------------ |
| 2014/15 | 4'622                | −580                     | 0745         |
| 2015/16 | 3'990                | −087                     | 0836         |
| 2016/17 | 3'950                | −244                     | 0876         |
| 2017/18 | 3'424                | -150                     | 0912         |
| 2018/19 | 3'599                | -757                     | 1'084        |
| 2019/20 | 3'326                | 672                      | 1'362        |
| 2020/21 | 4'719                | -56                      | 1'560        |
| 2021/22 | 11'229               | 704                      | 1'796        |
| 2022/23 | 6'583                | 1'019                    | 2'130        |

## Strom

### Strombeschaffung
Die Produktionskapazitäten und Kraftwerksbeteiligungen der Axpo Solutions AG werden von Axpo Power AG (Bereich „Produktion & Netze“) betrieben. Dazu gehören:

### Fossile Kraftwerke
Inbetriebnahme 2007: Die Anlage Calenia Energia in Sparanise in der Provinz Caserta verfügt über eine Kapazität von 760 MW und ist zu 85 % im Besitz der Axpo Solutions AG, die italienische HERA-Gruppe hält einen Minderheitsanteil von 15 %.
Inbetriebnahme Juli 2008: Das Gas-Kombikraftwerk Rizziconi Energia in Kalabrien. Auch diese Anlage verfügt über eine Kapazität von 760 MW, ist jedoch zu 100 % im Besitz der Axpo Solutions AG.
Inbetriebnahme Oktober 2010: Das Gas-Kombikraftwerk SE Ferrara (760 MW) in der italienischen Provinz Ferrara, ist Axpo Solutions AG mit 49 % beteiligt.

### Erneuerbare Energien
Global Tech 1: Baubeginn war im Sommer 2012, Inbetriebnahme am 2. September 2015. Der Windpark in der Nordsee kann rein theoretisch 445.000 Haushalte mit umweltfreundlichem Strom versorgen. Axpo ist mit 24,1 % beteiligt. Seit Anfang 2020 ist Axpo für die gesamte Vermarktung des von Global Tech I erzeugten Stroms verantwortlich, das sind jährlich rund 1500 Mio. kWh.
Volkswind GmbH, deutscher Betreiber von Windenergieanlagen, von Axpo Trading 2015 zu 100 % übernommen.
Albula-Landwasser Kraftwerke AG in Filisur. Mit 75 % ist Axpo Solutions AG Mehrheitsaktionärin.
Regenerative Kraftwerksprojekte in Italien (Windparks) und Spanien (Windparks und Biomasse).
Axpo stieg 2019 mit der vollständigen Übernahme der französischen Urbasolar in das stark wachsende, internationale Solargeschäft ein.
Das Urbasolar-Portfolio umfasst Photovoltaikanlagen mit einer Gesamtleistung von 249 MW (per Ende Geschäftsjahr 2018/19). Die Entwicklungspipeline beziffert Axpo auf mehr als 1000 MW. Im März 2020 gab das Unternehmen bekannt, dass es Solaranlagen für die Pariser Flughäfen Charles-de-Gaulle, Orly und Le Bourget baut.

### Strombeschaffungsverträge
Neben eigenen Produktionskapazitäten und Beteiligungen verfügt die Axpo Solutions AG über langfristige Stromlieferverträge mit Produzenten in Frankreich. An der AKEB Aktiengesellschaft für Kernenergie-Beteiligungen Luzern hält sie eine Beteiligung von 31 Prozent.
Der Strommix der Axpo Solutions setzte sich im Jahr 2020 aus 41,85 % Kernkraft, 50,57 % Wasserkraft, 0,58 % Windenergie und 7 % gefördertem Strom zusammen.

## Erdgas
Axpo Solutions AG ist seit 2003 im Markt für Erdgas aktiv und laut eigenen Angaben ein mittelgrosser europäischer Player mit einem physischen Liefervolumen von über 100 Terawattstunden (TWh) sowohl für Dritte als auch für den Eigenbedarf. In den letzten vier Jahren (ausgehend vom Geschäftsjahr 2018/19) lieferte die Axpo Holding AG insgesamt rund 85 TWh Flüssigerdgas, Liquefied Natural Gas (LNG).
Unter anderem entwickelte sie zusammen mit der norwegischen Statoil und der deutschen E.ON Ruhrgas das Erdgas-Pipelineprojekt Trans Adriatic Pipeline (TAP). Die Pipeline soll einen Korridor für die Versorgung Westeuropas mit Erdgas aus dem Kaspischen Raum und dem Mittleren Osten eröffnen. Dabei wird die TAP an bestehende Pipelines in Griechenland und der Türkei anknüpfen und danach Teile Griechenlands, Albanien und die Adria durchqueren, bevor sie in Italien wieder Festland erreicht. Im Juni 2013 erhielt die TAP-Pipeline den Zuschlag, das Gas künftig aus dem Feld „Shah Deniz II“ von Aserbaidschan nach Europa zu transportieren. Die Bauarbeiten sollen 2016 starten. Nach erfolgreicher Veräusserung ihrer Anteile an die Partner beträgt der Anteil der Axpo an der TAP noch 5 %. Axpo hat langfristige Erdgasbezüge über die TAP kontrahiert; die Lieferaufnahme ist für 2020 vorgesehen.
Zuvor hatte die damalige EGL auch Interesse an Erdgas aus dem Iran gezeigt, das weltweit über die zweitgrössten Reserven dieses Rohstoffes verfügt. Am 17. März 2008 wurde in Teheran darum ein Vertrag zwischen der damaligen EGL und der National Iranian Gas Export Company (NIGEC) unterzeichnet, der vorsah, dass ab 2012 jährlich 5,5 Milliarden Kubikmeter Erdgas aus dem Iran an die EGL bzw. Axpo Trading AG geliefert würden. Teillieferungen sollten schon früher erfolgen. Die Regierungen der USA und Israels stehen dem Geschäft ablehnend gegenüber. Im Februar 2016 wurde bekannt, dass der Vertrag geplatzt war.  Mit den TAP Bezügen aus Aserbaidschan hat Axpo einen neuen Gaslieferanten gefunden.